# Oh mia bela Madunina
Oh mia bela Madunina oder La Madunina ist die inoffizielle Hymne der Stadt Mailand.
Der Titel bezieht sich auf la Madonnina (kleine Madonna, im Mailänder Dialekt Madunina), die goldene Madonnenstatue auf dem Turm des Mailänder Doms, die weitherum in der Stadt sichtbar ist.
La Madonnina ist im lombardischen Dialekt verfasst, für den es keine festgelegte Schreibweise gibt.
Das Lied ist unter den Milanesi sehr populär, man kann es als Klingelton für das Handy bekommen, und es gehört zu den Fan-Liedern sowohl der Curva Sud des Fußballklubs AC Mailand, beispielsweise der Brigate Rossonere, als auch der Curva Nord des Fußballklubs Inter Mailand.
Als Derby della Madonnina wird in der italienischen Landessprache das Stadtderby zwischen den beiden Herrenprofimannschaften bezeichnet.

## Entstehung
Das Lied wurde 1934 vom Mailänder Komponisten Giovanni D’Anzi (1906–1974) geschrieben und komponiert.
Es entstand in einer Zeit, als es in Mailand mehr und mehr Arbeiter aus Süditalien, insbesondere aus der Region Neapel einwanderten, die auch Lieder aus ihrer Heimat mitbrachten, und so wurde an Liederabenden immer öfter neapolitanische Lieder wie O sole mio verlangt und gesungen. Und eines Tages entschied der Komponist d’Anzi als Mailänder Lokalpatriot, dass das eine musikalische Antwort erforderte und komponierte und textete die Madonnina, die in Mailand sofort sehr populär wurde, nicht zuletzt wegen der darin enthaltenen kleinen Spitzen gegen die Leute aus dem Mezzogiorno.

## Text
| Lombardisch | Deutsch |
| A disen la canson la nass a Napoli e certament g’han minga tutt’i tòrt Suriento Margellina tutt’i popoli l'aràn cantada almen on milion de vòlt Mi speri che se ofenderaa nisün se parlom un cicin anca de nüm.  | Sie sagen, das Lied ist in Neapel geboren und sie haben dabei sicher nicht ganz unrecht Sorrent und Mergellina sind vom ganzen Volk mindestens eine Million Mal besungen worden Ich hoffe, es beleidigt niemanden Wenn wir auch ein wenig von uns selbst reden …                  |
| Oh mia bela Madonina che te brilet de luntan tuta d’òra e piscinina ti te dòminet Milan. Sòta a ti se viv la vita se sta mai coi man in man. Canten tücc: «Luntan de Napoli se mör» ma pö i vegnen chì a Milan … | O meine schöne Madonnina Die du von weitem strahlst Ganz aus Gold und winzig klein Du, die du Mailand beherrschst Unter dir lebt man das Leben Und man steht nie mit verschränkten Händen da Alle singen: „Fern von Neapel stirbt man“ Und dann kommen sie hierher nach Mailand … |
| Adess gh’è la canzon de Roma magica, de Nina er Cupolone e Rügantin Se sbaten in del Tever, ròba tragica esageren, me par on cicinin Sperèm che vegna minga la mania de mètes a cantà: "Malano mia!"             | Sie singen jetzt auch vom zauberhaften Rom, von Nina, vom „Cupolone“, von Rugantin. Sie stürzen sich in den Tiber, wie tragisch … Mir scheint, sie übertreiben ein wenig. Hoffen wir, sie bekommen nicht die Manie dass sie anfangen zu singen „Malano mia“.                      |
| Oh mia bela Madonina che te brilet de lontan tuta d’òra e piscinina ti te dòminet Milan. Sòta a ti se viv la vita se sta mai coi man in man. Canten tücc: «Lontan de Napoli se mör» ma pö i vegnen chì a Milan … | O meine schöne Madonnina Die du von weitem strahlst Ganz aus Gold und winzig klein Du, die du Mailand beherrschst Unter dir lebt man das Leben Und steht nie mit verschränkten Händen da Alle singen: „Fern von Neapel stirbt man“ Und dann kommen sie hierher nach Mailand …     |
| Si, vegnì senza pagüra nüm ve slongaremm la man tütt el mùnd a l’è paes, a s’emm d’acòrd, ma Milan, l’è on gran Milan!                                                                                           | Ja kommt, ohne Angst Wir strecken euch die Hand entgegen Die ganze Welt ist ein Dorf, da sind wir uns einig, Aber Mailand ist ein großes Mailand! |